# Inam Karur
Inam Karur es una ciudad y municipio situada en el distrito de Karur en el estado de Tamil Nadu (India). Su población es de 67131 habitantes (2011). Se encuentra a 2 km de Karur. 

## Demografía
Según el censo de 2011 la población de Inam Karur era de 67131 habitantes, de los cuales 33569 eran hombres y 33562 eran mujeres. Inam Karur tiene una tasa media de alfabetización del 87,11%, superior a la media estatal del 80,09%: la alfabetización masculina es del 93,27%, y la alfabetización femenina del 81,02%.